# Blasius' hoefijzerneus
De Blasius' hoefijzerneus (Rhinolophus blasii) is een vleermuis uit de familie der hoefijzerneuzen (Rhinolophidae). In Europa komt hij voor rondom de Adriatische Zee, in Noordoost-Italië, voormalig Joegoslavië, Albanië en Griekenland. Verder wordt de soort gesignaleerd in Afrika behalve de Sahara, en in Azië van Turkije en Israël tot Afghanistan en Pakistan. Daar leeft hij in grote grotten in warme open karstgebieden, tot een hoogte van 1000 meter. Hij hangt vrij, zonder contact te maken met andere vleermuizen.
Kraamkamers kunnen tweehonderd tot driehonderd vrouwtjes bevatten, soms gemengd met de paarse hoefijzerneus. Deze kraamkamers zijn tot op 800 meter hoogte te vinden. In juni of juli wordt daar één jong geboren. Vanaf oktober of november houden de Europese Blasius' hoefijzerneuzen een winterslaap. In een grot kunnen dan tot wel tweeduizend hoefijzerneuzen zitten, vaak in kleine groepjes gegroepeerd.
De hoefijzerneus is een echt nachtdier. Hij jaagt 's nachts in open gebieden, begroeid met struwelen en enkele bomen, op motten en andere vliegende insecten. Waarschijnlijk eet hij, net als de verwante paarse hoefijzerneus, zijn prooi op vaste eethangplaatsen.

## Kenmerken
De Blasius' hoefijzerneus is een middelgrote vleermuis. De bovenzijde is grijsbruin, soms met een paarse glans. De onderzijde is lichtgelig tot bijna wit, met een scherpe begrenzing. De vleugels zijn vrij breed.

### Afmetingen
- Kop-romplengte: 44,5-54 mm
- Staartlengte: 25-30 mm
- Spanwijdte: 270-310 mm (gemiddeld 280 mm)
- Gewicht: 12-16,5 gram